# NGC 2112
NGC 2112 je otvoreni skup u zviježđu Orionu. 

## Vanjske poveznice
- SEDS: NGC 2112